# Les Codes de l'apocalypse
Pour plus de détails, voir Fiche technique et Distribution.
Les Codes de l'apocalypse (Shockwave: Countdown to Disaster) est un film d'action américain réalisé par Nick Lyon, sorti en 2017. Il met en vedettes dans les rôles principaux Stacey Oristano, Rib Hillis et Ed Amatrudo.

## Synopsis
Lorsque des tempêtes volcaniques massives commencent à jaillir de la Terre, la géophysicienne Kate Ferris tente de convaincre le ministère de la Défense qu'il ne s’agit pas d’un phénomène naturel. Elle a découvert l'existence d'une super arme sismique connue sous le nom de dispositif Hell Storm, une arme secrète à résonance capable de détruire la planète, qui pourrait provoquer la fin de monde entre de mauvaises mains. Les activités sismiques sont le résultat de Hellstorm, qui a été volé et activé au Yémen. Maintenant que le dispositif a été activé, les ondes de choc qu’il envoie détruiront les grandes villes du monde entier, tuant des millions de personnes. Il a déjà dévasté Paris, causant des centaines de milliers de morts.
Kate tente en vain de mettre en garde le gouvernement américain contre son effet global. Mais ses avertissements tombent dans l'oreille d’un sourd, car Hellstorm est un dispositif « secret défense » dont le gouvernement refuse de reconnaitre officiellement l'existence. Kate fait alors équipe avec sa fille et son ex-mari Rob, professeur à l'université et spécialiste des failles sismiques, afin de trouver un moyen de contrer la destruction. Kate peut également compter sur l'aide d'un agent infitré, Drew, qui lui fournit des informations capitales pour convaincre le gouvernement sceptique.
Kate et sa famille se rendent à la ligne de faille de San Andreas en Californie. Ils se retrouvent directement à l'épicentre de la plus grande onde de choc à ce jour. Kate, Rob, Jessie et Jake (le jeune étudiant de Rob) n'ont que quelques heures pour convaincre le gouvernement américain d'envoyer des renforts de l'armée près de la faille de San Andreas pour les aider à désactiver Hellstorm. Dans une course contre la montre, Kate doit trouver un moyen d’arrêter l’onde de choc avant que ses effets ne scellent le destin de l’humanité une fois pour toutes.

## Fiche technique
- Réalisateur : Nick Lyon
- Scénariste : Rafael Jordan et Ari Novak
- Pays d'origine :  États-Unis
- Genre : Science-fiction
- Date de sortie :
  -  États-Unis : 2017

## Distribution
- Stacey Oristano : Kate
- Rib Hillis : Rob
- Ed Amatrudo : Keegan
- Bruce Thomas : Pierce
- Tyler Perez : Jake
- Morgan Lindholm : Jessie
- Mike Capozzi : Martin[2]
- Evan Sloan Weinstein : Drew[3]
- Jason Cabell : Ward
- Josh Crotty : Jameson
- Cassidy Schiltz : Penny
- Chris Ashworth : Miller
- Autumn Federici : la femme
- Matt Hish : l'homme
- Kunal Shetty : The Suit
- David Tillman : le savant
- Seen Enkidu : l'agent de police[1]
- Joseph Makkar : le garde
- Omar Angulo : Gunman / Soldier
- Jerry L. Buxbaum : garde du DOD
- Joost Janssen : opérateur
- Daniel Lench : présentateur
- Rigan Machado : bandit armé
- Ajna Pecenko : employée du DOD.
- Sheena Ryan : reporter
- Reggie Ridgway : membre du DOD